# چاهل
چاهل به کوهی گفته می‌شود که در ولسوالی شهدای ولایت بدخشان موقعیت داشته و یکی از زیباترین سلسله کوهای هندوکش شرقی می‌باشد. این کوه که ۱٬۶۵۰ متر ارتفاع دارد، دارای شکل هرم مانند بوده و برخلاف سایر کوهای هندوکش شرقی که همه صخره ئی اند، این کوه خاکی بوده و دران جنگلهای بلوط، ارچه، پسته، و غیره پوشیده شده‌است… قسمتهای پایانی این کوه را پس از قطع جنگلات توسط باشنده گان ولسوالی شهدا، به ویژه در ناحیه سرغیلان کاملاً به زمین‌های زراعتی للمی مبدل نموده‌اند. چاهل که متشکل از، گردی، کریچه، خوش دره، پارخ آب، کورخو دره، و بخش از دره آغرده می‌باشد، در جنوب سرغیلان قرار دارد که در میان آن برعلاوه جنگلات، دریاچه‌های کوچک، چشمه‌های آب شرین و غیره نیز جریان دارد. بیشتر قسمتهای بالائی آن محل چراگاهای دامداران مردم بدخشان می‌باشد. در بخشهای شمالی این کوه، مخزن بزرگ سلفر قرار دارد. بخش هرمی این کوه بزرگ، متشکل از گردی، کج گردن، للم خاکراه، زرنگستان، ناو سنجتک، کریچه، تندکا، ارچه غلت و غیره می‌باشد.